# Тирано
Тирано (на италиански: Tirano, на местния диалект Тира̀н) е град и община в Северна Италия.

## География
Град Тирано е разположен около река Ада в провинция Сондрио на регион Ломбардия. Градът е близо до швейцарската граница и планината Бернина в Швейцарските Алпи. Има население от 9168 жители към 1 януари 2009 г.

## История
Първите сведения да града датират от 1073 г., когато на днешното му място е построена крепостта Досо.

## Забележителности
Сред архитектурните забележителности е светилището „Мадона“

## Транспорт
Тирано е железопътен възел. Градът има 2 жп гари. Едната е за нормална жп линия (1435 мм), с която се пътува към Тельо и Сондрио, а втората за теснолинейка на швейцарската компания Ретише Бан, която свързва града със Санкт Мориц през прохода Бернина. Успоредно с теснолинейката има автомобилно шосе, което продължава към вътрешността на Швейцария

## Спорт
Представителният футболен отбор на града има аматьорски статут и се казва УС Тиранезе.

## Фотогалерия
- Светилището „Мадона“
- ЖП гарата на теснолинейката в Тирано